# Schildkrötenformation

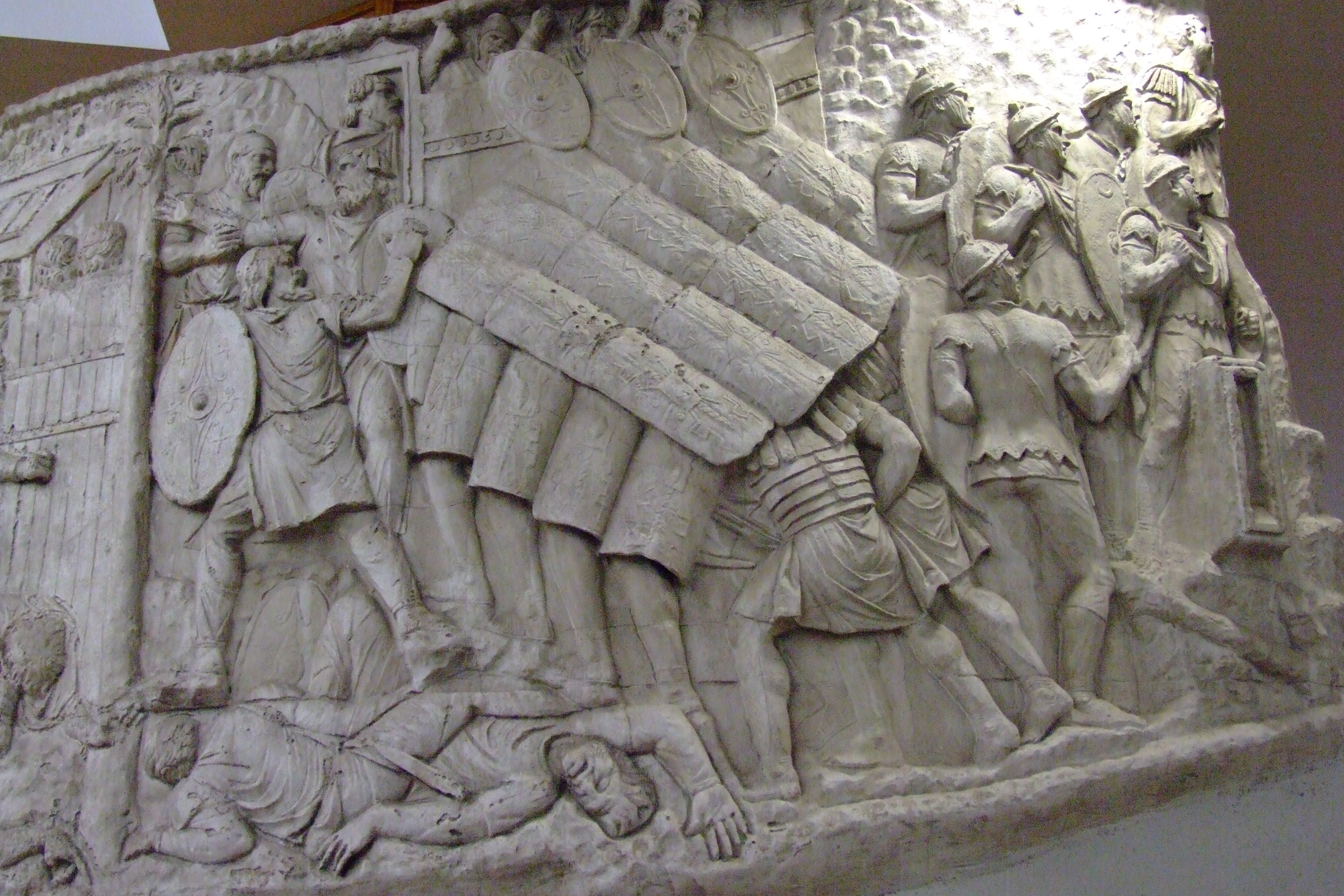
Darstellung der Schildkrötenformation auf der Trajanssäule

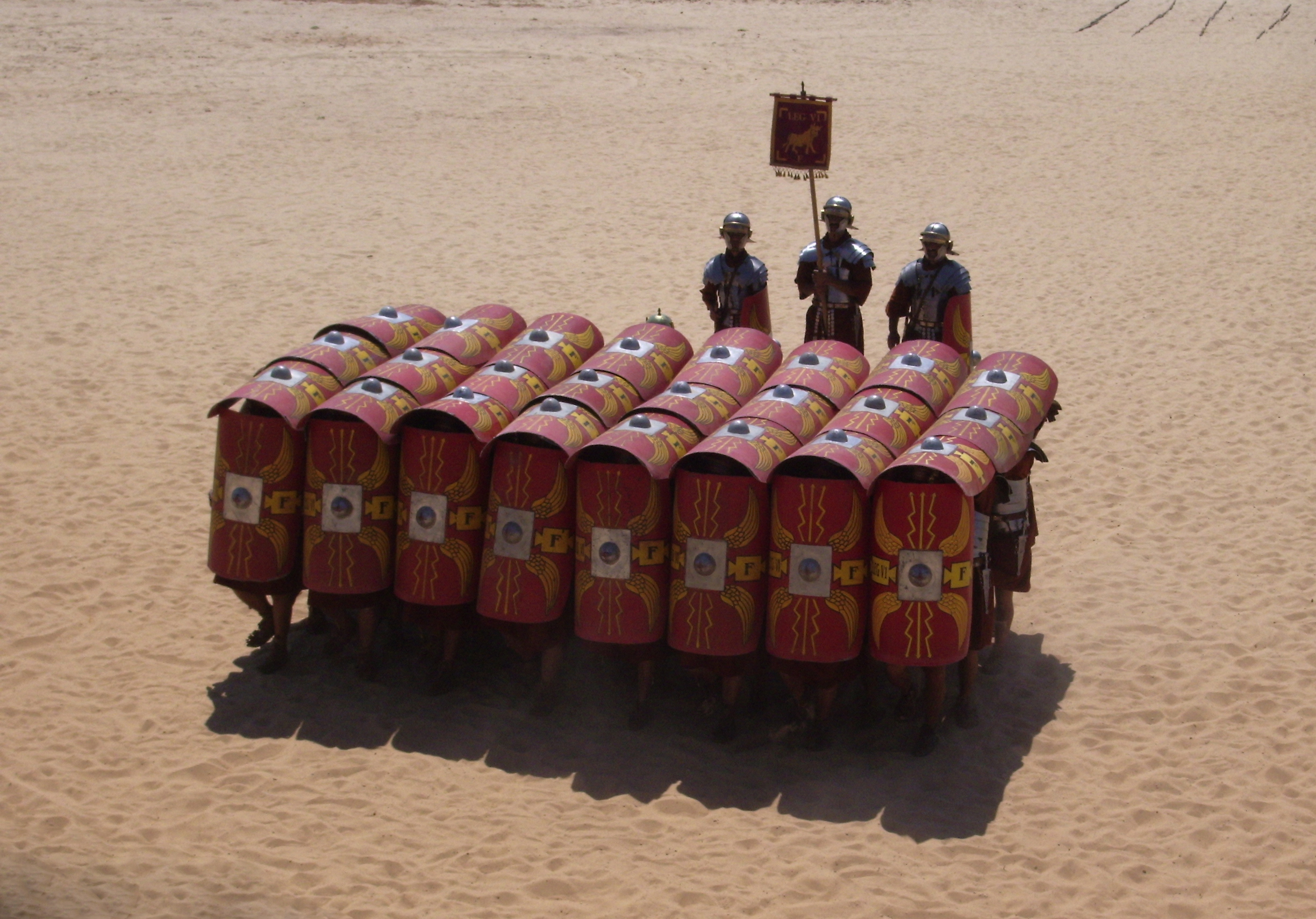
Nachstellung einer Schildkrötenformation

Die Schildkrötenformation (auch lateinisch Testudo für „Schildkröte“) bezeichnet eine militärisch-taktische Formation des römischen Heeres, die zur Zeit Gaius Iulius Caesars entwickelt wurde. Sie diente zum Schutz vor starkem Beschuss und zum geschützten Vorrücken auf befestigte, vor allem überhöhte Stellungen. Die Schildkröten waren sehr stabil.
Die Testudo-Formation der römischen Soldaten war nur mit dem rechteckigen Schild (Scutum) möglich, nicht mit dem vor allem von Hilfstruppen verwendeten Rundschild (Parma). Die Soldaten der ersten Reihe hielten ihre Schilde nach vorne. Die folgenden Reihen hielten ihre Schilde hoch über ihre Köpfe, so dass sie die Vorangehenden mit bedeckten und sich überlappten. Inwieweit Seiten und Rückseite abgedeckt wurden, ist umstritten. 
Wahrscheinlich war durch die Testudo auf jeden Fall eine Deckung nach vorn, nach links (der Schildseite jedes Kämpfers) und vor allem nach oben gegeben, so dass sich die Formation auch unter starkem (überhöhtem) Beschuss vorbewegen konnte. Diese aufwendige und im Gefecht sehr schwerfällige Formation konnten nur die gut ausgebildeten und disziplinierten Legionäre effizient ausführen. Es kam darauf an, sie im richtigen Moment einzunehmen (Fernwaffenangriff) und vor allem auch wieder rechtzeitig aufzulösen. Im Nahkampf war der Legionär in der Schildkrötenformation ein fast hilfloses Opfer für Gegner, die in offenen Formationen angriffen.
In der Spätantike scheint eine abgewandelte Variante der Testudo in Gebrauch gewesen zu sein, die im Strategikon des Maurikios als Fulcum bezeichnet wird und vor allem angewandt wurde, um die Infanterie in der Schlacht gegen Pfeilbeschuss zu schützen. Nach dem Ende der Antike verlor diese taktische Formation in der Schlacht dann an Bedeutung. Abgewandelt fand sie nur noch bei mittelalterlichen Belagerungen zum Einsatz von Belagerungsgeräten wie dem Rammbock Anwendung, wobei es sich dabei nicht um eine Schildkrötenformation im Sinne der römischen Kriegsführung handelte, die ein taktisches Manöver im Feld war.

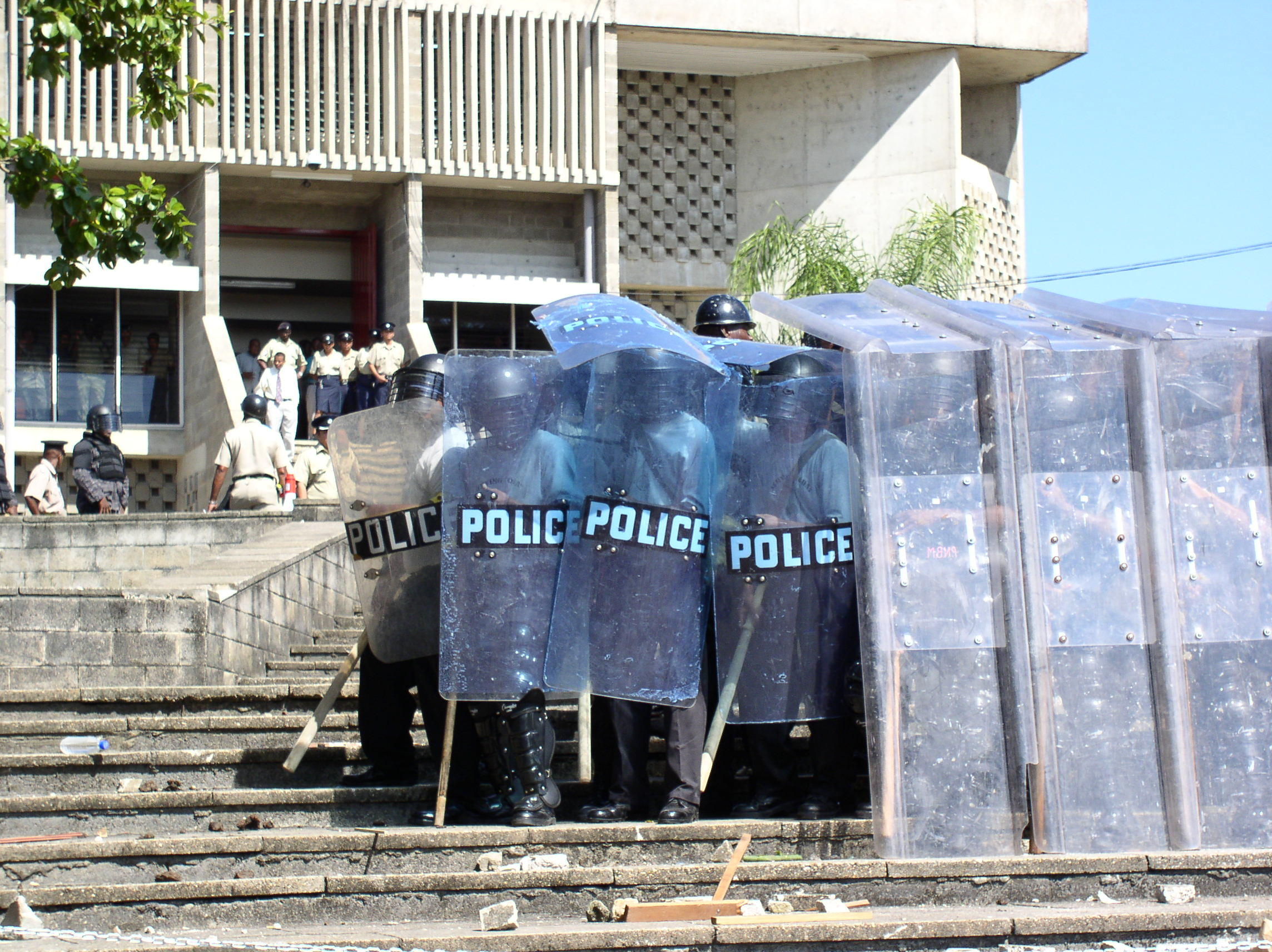
Polizeieinsatz bei Unruhen in Belize (2015)

Vergleichbare Formationen werden in der Gegenwart von Polizeieinheiten angewendet, wenn sie bei Einsätzen gegen gewalttätige Ansammlungen aus verschiedenen Richtungen intensiv mit Gegenständen beworfen werden.